# Heinrich Wilhelm
Heinrich Wilhelm (* 15. Februar 1885 in Kammerbach; † 11. November 1947) ist ein hessischer Politiker (SPD) und ehemaliger Abgeordneter der Verfassungberatenden Landesversammlung Groß-Hessen.
Heinrich Wilhelm machte nach dem Besuch der Volksschule eine Lehre als Stellmacher und wurde Inhaber einer Stellmacherei. Nach 1945 war er Innungsobermeister.
Heinrich Wilhelm war vor 1933 Mitglied und Funktionär der SPD. Kommunalpolitisch war er für seine Partei als ehrenamtlicher Bürgermeister der Gemeinde Laudenbach und Kreistagsabgeordneter und Kreisausschussmitglied des Kreises Witzenhausen tätig. Nach der Machtergreifung der Nationalsozialisten musste er seine politische Arbeit einstellen. Nach 1945 wurde er erneut Bürgermeister der Gemeinde Laudenbach.
Vom 15. Juli 1946 bis zum 30. November 1946 war er Mitglied der Verfassungberatenden Landesversammlung Groß-Hessen.